# Тульский трамвай
Тульский трамвай — система трамвайного движения в Туле, открытая 7 ноября 1927 года. Действует 10 охватывающих все районы города трамвайных маршрутов, а их функционирование обеспечивает парк из 104 вагонов, обслуживаемых в одном трамвайном депо. Обслуживающим предприятием является МКП «Тулгорэлектротранс».

## История

### Конно-железная дорога (1888—1918)
Первый проект устройства конно-железной дороги в Туле был представлен тульскому губернатору дворянином Алексеем Вейденгамлером в 1872 году. Автор предлагал проложить рельсы и запустить 4 пассажирских и 10 товарных вагонов. Через полгода проект вернули на доработку, которая так и не была произведена. Лишь 10 июня 1887 года Тульская городская дума заслушала доклад управы о контракте с инженером Горчаковым, который должен был представить планы и профили четырёх линий: Киевской, Миллионной, Курской и Баташевской. 11 мая 1888 года Горчаков представил проект. На левом берегу реки Упы недалеко от моста было построено депо.
1888 год стал годом рождения в Туле рельсового городского транспорта. Первая линия городской железной дороги была проложена от Киевской заставы (ныне — ул. Льва Толстого) по улицам Киевской (ныне — проспект Ленина), Посольской (ныне — Советская), Старо-Павшинской (ныне — Мосина), Грязевской (ныне — Лейтейзена) и Кривоноговской (ныне — Клары Цеткин) до Курского (ныне — Московского) вокзала. Движение по ней осуществлялось по одной колее шириной 1000 мм. Для того чтобы встречные вагоны могли пропустить друг друга, на линии было устроено несколько разъездов.
Разворотных колец конка не имела. В тупике кучер отцеплял лошадей, переводил их к противоположному концу вагона, садился на другое кучерское место и продолжал движение в обратную сторону. К началу 1910-х годов протяжённость линий конки в Туле увеличилась до 7,5 км. Были построены линии по улицам Миллионной (ныне — Октябрьская), Суворовской (ныне — Красноармейский проспект), Крестовоздвиженской (ныне — Революции), Менделеевской, Воронежской (ныне — Оборонная) и Ваныкинскому проезду (ныне — ул. Первомайская). Коночный парк переместили на Конную площадь вблизи храма Двенадцати апостолов.
В 1910 году владелицей тульской конки стала бельгийская компания «Société Anonyme des Tramways Urbains et Suburbains en Russie», управлявшая конно-железными дорогами многих европейских и российских городов. Уже в 1889 году Горчаков предложил пустить в городе электрический трамвай. Но его предложение так и не было реализовано. Вернулись к вопросу о возможности замены конки трамваем в 1913 году, но планам помешала Первая мировая война.
После Октябрьской революции сеть конно-железных дорог была национализирована, но из-за последствий Первой мировой и Гражданской войны движение остановлено в 1918 году. В последующие годы путевое хозяйство, подвижной состав и депо пришли в упадок.

### Зарождение (1920—1940-е)
В первые годы советской власти в Туле активно развивалась промышленность, строились новые предприятия. Восстанавливать конку было нецелесообразно. Пущенный в 1924 году автобус также не решил транспортных проблем.
26 апреля 1926 года Тульский губернский исполнительный комитет депутатов трудящихся вынес постановление, которым обязывал коммунальный трест, ведавший всем жилищно-коммунальным хозяйством, построить в Туле трамвай. В том же году была организована контора «Трамвайстрой», в том же году начались работы по устройству путей. Первая линия тульского трамвая протяжённостью 8,9 километра, связала Курский (ныне Московский) вокзал с южной окраиной города — Толстовской заставой (ныне это чуть выше перекрестка улицы Толстого и проспекта Ленина). Линии пролегли по улицам Красноармейской, Советской и Коммунаров (ныне проспект Ленина). Трамвайное движение в городе было открыто 7 ноября 1927 года в десятилетнюю годовщину Октябрьской революции. Красную ленту перерезал председатель горсовета Сергей Иванович Степанов. Регулярное движение было организовано через три дня после официального открытия. Плата за станцию составляла 8 копеек, за 2 станции — 15 копеек, протяжённость от ул. Коммунаров до Курского вокзала соответствовала 1,5 станции, и стоимость проезда равнялась 10 копейкам. Трамвайные станции соответствовали участкам: 1-я — Курский вокзал — площадь Восстания, 2-я — площадь Восстания — Толстовская застава. В первый день на линии работало 4 трамвая, впоследствии выходило 6 вагонов, один находился в резерве.
Вскоре в Туле открылись и другие линии трамвая. В январе 1929 года рельсы были проложены в Заречье (открыт маршрут № 2). В конце 1930 года сеть пополнилась линией в посёлок Кирова (маршрут № 3), для чего потребовалось снести стоявшую на пути прокладки маршрута Троицкую церковь и построить новый Чулковский мост. В 1931 году действовали маршруты: Курский вокзал — Толстовская застава (выпуск 7 моторных вагонов, время в пути 42 минуты, интервал 6 минут), Заречье — Толстовская застава (выпуск 7 моторных и 3 прицепных вагона, время в пути 54 минуты, интервал 7 — 8 минут), Чулково — Курский вокзал (выпуск 6 моторных и 4 прицепных вагона, время в пути 64 минуты, интервал 10 минут), Чулково — Заречье (выпуск 7 моторных и 2 прицепных вагона, время в пути 75 минут, интервал 10 минут). В 1932 году однопутные линии трамвая были пущены по улице Воронежской (ныне Оборонной) (маршрут № 5) и от поселка Кирова до завода «Новая Тула» (позднее Тульский комбайновый завод), также по Орловскому шоссе до Ивановских дач (маршрут № 4), а в 1934 году линия была продолжена до проходных Косогорского металлургического завода. Также в предвоенные годы трамвайная линия была проложена в Криволучье (1939 год, маршрут № 9), двухпутная линия была продлена до Комбайнового завода (1936 год).
В 1932 году в городе были открыты первые линии грузового трамвая. Движение открыли шесть платформ, полученных из Курска. Одноколейные тупиковые грузовые линии были подведены по Комсомольской улице к хлебозаводу № 2, по Епифанской улице (ныне Демидовская Плотина) к хлебозаводу № 1, по Бухоновскому и Студенческому переулку к мельницам в центре города. Перевозки трамваем обходились гораздо дешевле аналогичных автомобилем или гужевым транспортом. С 1935 года была введена система профилактического ремонта вагонов.
До Великой Отечественной войны трамвайный парк возрастал. Так, в 1938 году было 72 моторных и прицепных вагонов, 6 грузовых платформ. Поступали как новые моторные вагоны серии Х, часть из которых работала совместно с прицепами М, так и подержанные вагоны из Москвы. Вагоны серии Х и М сначала поступали с Мытищинского завода, а с 1936 года из Усть-Катава. 1 июля того же года второй такой поезд вышел на линию № 3. Вагоны такого поезда (моторный+прицепной) имели мягкие сиденья, на окнах шёлковые занавески, в салоне живые цветы. К 1 августа был оборудован третий подобный поезд. В 1936 году был открыт новый маршрут от Московского вокзала до Заречья (№ 6). В 1939 году пустили девятый маршрут в Криволучье. В 1939 году, в связи с ростом вагонного парка, служба пути была переведена в район нынешней конечной станции «Менделеевский посёлок», где было построено небольшое депо.
В предвоенном 1940 году трамвайное хозяйство пришло в кризис. Были отменены маршруты № 5, 6, 8, вместо 76 вагонов по плану работало 40. В период обороны города — осенью-зимой 1941 года — трамваи перевозили раненых, подвозили боеприпасы к линии обороны. В тяжелых условиях строились линии к госпиталям, складам, шахтам. Всего таких линий в годы войны было девять. Самая длинная ветка (4,5 километра) вела к шахте Рвы. Многие работники предприятия ушли на фронт, а оставшиеся изготавливали из рельсов противотанковые ежи, строили баррикады, ремонтировали технику для фронта. В начале 1942 года, когда немецкие войска был отброшен от города, возобновилось трамвайное движение на 1 и 2 маршрутах. Тогда при потребности в 62 вагона выходило только 34. В 1944 году на линию выходило 28 пассажирских и 10 грузовых вагонов. Сразу же по окончании войны началось восстановление подвижного состава и рельсового пути.
- Схема трамвая в 1927 году
- Схема трамвая в 1932 году
- Схема трамвая в 1940 году
- Схема трамвая в 1944 году

### Развитие (1950—1960-е)
В 1949 году поступила первая партия из шести новых трамвайных вагонов типа КТМ-1 с прицепом КТП-1. Главным преимуществом данных моделей были автоматические двери, а также отдельная отапливаемая кабина для вагоновожатого. Новые вагоны первоначально вышли на маршрут № 1. В том же году двухпутная линия по проспекту Ленина была продлена до Рогожинского посёлка в районе нынешней площади Победы. В 1955 году на Косой горе вместо тупика было достроено оборотное кольцо.
В 1950-е годы были демонтированы построенные в годы войны линии к складам и госпиталям. В 1955 году закрыта ветка на шахту «Рвы», в 1958 — на Гостеевку. В 1960 году закрылись последние грузовые трамвайные линии, бывшие и самыми первыми — к мельницам и хлебозаводам. Оставшиеся грузовые трамвайные поезда были частично списаны, а частично стали служебными.
В 1957 году протяжённость путей в городе составляла 53 км, насчитывалось 130 пассажирских вагонов, 12 специальных, 4 тяговых подстанции, ежедневно перевозилось 250—270 тысяч пассажиров по десяти маршрутам:
- 1. Московский вокзал — Рогожинский посёлок
- 2. Рогожинский посёлок — Штыковая
- 3. Московский вокзал — Новая Тула (Комбайновый завод)
- 4. Рогожинский посёлок — Косая Гора
- 5. ул. Советская — ул. Смирнова (однопутная линия по Оборонной)
- 6. Московский вокзал — Штыковая
- 7. Рогожинский посёлок — пос. Кирова
- 8. Штыковая — пос. Кирова
- 9. Московский вокзал — Криволучье
- 10. Московский вокзал — пос. Кирова

В первой половине 1960-х годов в город поступили вагоны КТМ/КТП-2. Они мало чем отличались по техническим характеристикам от первой модели, но имели заметно улучшенный внешний и внутренний дизайн: в просторном салоне были мягкие сиденья, удобные форточки на больших окнах. Данные вагоны прослужили около 10 лет до крупной аварии 1972 года, в которой погибли 10 человек.
В 1950—1960-е годы в связи с бурным строительством Тулы развитие получил и трамвай, перевозивший тогда, по сравнению с другими видами транспорта города, самое большое количество пассажиров. В 1967 году двойные пути вместо одиночных были проложены в Криволучье. В 1959 году линия от улицы Оборонной была продолжена по улицам Кауля, а в 1960 году продлена по Михеева, Руднева и Станиславского к улице Коммунаров. В 1959 году были сооружены новое трамвайное депо на улице Оборонной, кольцо на Красном Перекопе, а в 1961 году — на южной окраине города у педагогического института. Старое депо было переоборудовано в вагоноремонтные мастерские. Пути, построенные по Епифанской улице, с сооружением нового путепровода замкнули малое трамвайное кольцо в центре города, проходящее по Советской и Пролетарской улицам. В связи с переносом в 1962 году трамвая с улицы Коммунаров на улицы Болдина и Энгельса образовалось большое трамвайное кольцо, по которому курсировал специальный трамвайный маршрут К, проходивший по Советской и Оборонной улицам, а также улицам Руднева, Станиславского и Болдина.
Часть планов в те годы остались неосуществлёнными. Трамвай должен был прийти в посёлки Серебровка и Куруловка, но вместо него туда пустили троллейбус. Пути по улицам Фрунзе, Курковой, Максима Горького с выходом на улицы Калинина, Первомайскую, Декабристов должны были создать Большое Кольцо по периферии города. Но от этого проекта отказались.
Все отечественные трамваи, поступавшие до 1965 года в Тулу, были двухосными. Эра четырёхосных трамваев началась с поставки в Тулу 25 чехословацких вагонов марки Т-3. Для приёма в эксплуатацию чешских вагонов была подготовлена контактная сеть, технологическая оснастка, проверен трамвайный путь. Вагоны первого выпуска имели узкий маршрутный указатель в лобовой части, горизонтальные фонари сзади, алюминиевые молдинги по бокам вагона. Всего в Тулу поступило 55 таких трамваев (25 — в 1965 году, по 10 — в 1966—1968 годах). Вагоны Т-3 из первых поставок работали в Туле до 1983 года.
В 1962 году в городе было открыто троллейбусное движение. В связи с тем, что улица Коммунаров (ныне проспект Ленина) с открытием нового вида транспорта сильно перегружалась, трамвайные пути были разобраны и перенесены на улицу Фридриха Энгельса.

### Золотой век (1970—1980-е)
В 1969—1970 годах в Тулу поступило 19 сочлененных вагонов Tatra K2. Первый вагон этой серии был списан в 1971 году по причине возгорания электропроводки. Остальные вагоны списали в период с 1976 по 1978 год, за исключением четырёх, переданных в Харьков.
В 1973 году трамвайное движение с Красноармейской ул. было перенесено на соседнюю улицу Коминтерна, по обновлённому теперь уже Красноармейскому проспекту открылось движение троллейбусов. В связи с увеличением подвижного состава, обслуживающего все большее количество туляков, было открыто второе трамвайное депо в Криволучье на 150 вагоно-мест. Город в тот период обслуживало 250 трамвайных вагонов. Учитывая опыт других городов, был введён бескассовый метод обслуживания, установлены компостеры и напечатаны проездные одноразовые и месячные билеты. Кондукторы недолгое время оставались лишь в трамваях маршрута № 4.
Действовало 14 маршрутов трамвая:
- 1. Московский вокзал — Пединститут
- 2. Штыковая — Пединститут
- 3. Московский вокзал — Комбайновый Завод
- 4. Пединститут — Косая Гора
- 5. Московский вокзал — Красный Перекоп — Пединститут
- 6. Штыковая — НТМЗ
- 7. Комбайновый Завод — НТМЗ
- 8. Комбайновый Завод — Советская
- 9. Московский вокзал — НТМЗ
- 10. НТМЗ — Советская
- 11. Комбайновый Завод — Красный Перекоп — Пединститут
- 12. Штыковая — Красный Перекоп — Пединститут
- 13. НТМЗ — Красный Перекоп — Пединститут
- К. Советская — Станиславского (Кольцевой)

В 1970-х годах Тульское трамвайно-троллейбусное управление переживало свой «золотой век». Заметно обновился парк вагонов, в 1977 году был проведен 2-й Всероссийский конкурс профессионального мастерства молодых водителей городского электротранспорта. На соревнования съехались не только начинающие вагоновожатые, но и трамвайные вагоны. Помимо традиционных для Тулы вагонов в нём участвовали трамваи, прибывшие из других городов. Можно было проехаться на ленинградском вагоне ЛМ-68, рижском — РВЗ-6, усть-катавском КТМ-5. Ещё можно было встретить и гармошку Tatra K2.
В 1977 году была открыта трамвайная линия в посёлок Мясново, и в том же году была проложена двухпутная линия (вместо однопутной) от Пединститута до Менделеевского поселка. В период с 1977 до 1980 год сохранялся оборот почти всех маршрутов по кольцу «Педуниверситет», до Менделеевского поселка доходил лишь 1 и 4 маршруты. В 1980 году разворот на Педуниверситете был ликвидирован, а на Менделеевском посёлке было устроено крупнейшее в городе разворотное кольцо с пунктом техобслуживания. В случае возникновения чрезвычайных ситуаций, при невозможности иметь связи с основными депо ему предписывалось выполнять функции минидепо, однако продержался ПТО недолго — грунтовые воды затопили смотровые канавы, две из них позже были заасфальтированы, а сохранившаяся до наших дней лишилась стрелочного механизма в 2015 году. В мае 1981 года для обеспечения безопасности движения и поддержания общественного порядка на крышах вагонов установили мигалки, которые сигнализировали милиции о нарушениях.
Число маршрутов достигло максимального количества — 18:
- 1. Московский вокзал — Менделеевский Посёлок
- 2. Штыковая — Пединститут
- 3. Московский вокзал — Комбайновый Завод
- 4. Менделеевский Посёлок — Косая Гора
- 5. Московский вокзал — Красный Перекоп — Пединститут
- 6. Штыковая — НТМЗ
- 7. Комбайновый Завод — НТМЗ
- 8. Комбайновый Завод — Советская
- 9. Московский вокзал — НТМЗ
- 10. НТМЗ — Советская
- 11. Комбайновый Завод — Красный Перекоп — Пединститут
- 12. Штыковая — Красный Перекоп — Пединститут
- 13. НТМЗ — Красный Перекоп — Пединститут
- 17. Московский вокзал — Кондитерская фабрика «Ясная Поляна»
- 18. Штыковая — Кондитерская фабрика «Ясная Поляна»
- 19. Штыковая — Комбайновый Завод
- 20. Пединститут — Комбайновый Завод
- К. Советская-Станиславского (Кольцевой)

Номера 14, 15, 16 предназначались для резервных линий на Косую Гору.
На 7 маршруте летом 1983 года появились три трехвагонных СМЕ. При этом практически во всех городах трёхвагонные СМЕ получали ток через два пантографа — на первом и втором вагонах, тогда как в Туле чаще всего обходились одним, поднятым на втором. Все «тройники» были расформированы в 1984 году.
В 1985 году действовало 16 трамвайных маршрутов:
- 1. Московский вокзал — Менделеевский посёлок
- 2. Штыковая — Менделеевский посёлок
- 3. Московский вокзал — Комбайновый Завод
- 4. Менделеевский Посёлок — Косая Гора
- 5. Кондитерская Фабрика «Ясная Поляна» — Красный Перекоп — Менделеевский Посёлок
- 6. Штыковая — Стадион «Металлург»
- 7. Стадион «Металлург» — Комбайновый Завод
- 8. Штыковая — Кондитерская Фабрика «Ясная Поляна»
- 9. Московский вокзал — Стадион «Металлург»
- 10. Стадион «Металлург» — Советская
- 11. Комбайновый Завод — Красный Перекоп — Менделеевский Посёлок
- 12. Штыковая — Красный Перекоп — Менделеевский Посёлок
- 13. Стадион «Металлург» — Красный Перекоп
- 14. Кондитерская Фабрика «Ясная Поляна» — Менделеевский посёлок
- 15. Штыковая — Комбайновый Завод
- 16. Менделеевский Посёлок — Комбайновый Завод

Планы 1980-х годов по открытию новых трамвайных веток остались нереализованными. Трамвайные рельсы должны были соединить собой Криволучье с «Тулачерметом». В Пролетарском районе также планировалось провести линию от Комбайнового завода до Областной Больницы и далее с выходом на улицу Металлургов. В таком случае образовалось бы большое трамвайное кольцо в Криволучье. Зареченская линия на улице Горького должна была дойти по улице Заварной до Малых Гончаров и переместиться с улицы Октябрьской на Володарского (ныне Демидовская). Двойной путь должен был соединить Менделеевский посёлок с Косой Горой, где его планировалось продлить до профилактория металлургического завода, а также и далее, на Ясную поляну и Щёкино. Существовали планы по строительству нового трамвайного депо в Мясново. Более того, в соответствии с генеральным планом развития города, принятым ещё в 1971 году, планировалось организовать движение метротрама на двух линиях. Единственное, что удалось сделать — продлить в 1991 году трамвайные пути от Комбайнового завода до Щегловской засеки.

### Новейшая история (конец 1980-х — 2010-е)
В 1988 году в городе появилась новая модель трамвая чешского производства серии Т6В5. В течение 1988—1989 годов в Тулу поступило 75 трамвайных вагонов этого типа.
Однако после распада СЭВ вагоны из-за рубежа необходимо было приобретать за твёрдую валюту, в то время как экономическое положение города стало стремительно ухудшаться. Запчасти приходилось брать со списываемых вагонов. При этом не происходило как ни обновления, так ни восполнения парка. Количество трамваев резко сокращалось за счёт разбора старых вагонов на запчасти.
В сложившейся ситуации было принято решение о приобретении крупной партии отечественных трамваев. В таких условиях рассматривался даже вопрос, связанный с полным переходом на отечественные вагоны. Неконвертируемых рублей в то время ещё было достаточно, и единственной причиной того, что невозможно было быстро перейти на отечественные трамваи, считалось то, что завод не сможет в короткие сроки выпустить нужное количество вагонов. Их потребность оценивалась в 300 единиц. Выбор пал на Усть-Катавский вагоностроительный завод.
Первым на испытание поступил вагон серии КТМ-5М3, который на пассажирских линиях не работал, бортового номера не получил и был разобран в течение 1994 года. Первые шесть вагонов КТМ-8К поступили в город в конце декабря 1992 года. Было решено новые трамваи передать трамвайному депо № 1, поскольку его парк в значительной мере на тот момент был укомплектован более старым подвижным составом. Всего в город поступило 26 вагонов этой серии. Из них сформировали 11 двухвагонных поездов и 4 одновагонных.
Однако отечественные вагоны начали очень быстро списывать. Причинами стремительного отказа от КТМ стали: несравнимо низкое качество самих вагонов, моральное устаревание примерно на два поколения в сравнении с Т6В5, а также отсутствие должной материально-технической базы для этих трамваев. Последний линейный вагон КТМ-8К с бортовым номером 22 был выведен из эксплуатации в 2006 году и отправлен на порезку в мае 2009 года. Намного более выгодным оказалось покупать подержанные «Татры» в Москве.
В 1995 году на Комбайновом заводе была сделана попытка организовать совместное с «ЧКД-Прага» производство по капитальному ремонту трамвайных вагонов серии Tatra T3. Планировался ремонт порядка 150 вагонов в год, а также сборка новых вагонов. Последнее так не осуществили, а качество незначительного числа отремонтированных для Тулы, Твери, Екатеринбурга вагонов оставляло желать лучшего. Из-за несовершенства налогового законодательства, неотработанной политики иностранных инвестиций, а также отсутствия реального интереса у большинства российских местных муниципалитетов в развитии трамвайного транспорта по причине чего практически отсутствовал рынок сбыта, отношения с чешскими партнерами зашли в тупик. Последний раз вопрос по воссозданию совместного производства поднимался в 2003 году, однако все договоренности так и не были реализованы.
В начале двухтысячных были закрыты 1, 2 и кольцевой маршруты.
В 2004 году число трамвайных маршрутов сократилось до десяти:
- 3. Щегловская засека — Московский вокзал
- 4. Менделеевский Посёлок — Косая Гора
- 5. Менделеевский Посёлок — Красный Перекоп — Кондитерская фабрика «Ясная Поляна»
- 6. Штыковая — Стадион «Металлург»
- 7. Щегловская засека — Стадион «Металлург»
- 9. Московский вокзал — Стадион «Металлург»
- 11. Красный Перекоп — Щегловская засека
- 12. Менделеевский Посёлок — Красный Перекоп — Штыковая
- 14. Менделеевский Посёлок — Кондитерская фабрика «Ясная Поляна»
- 15. Щегловская засека — Штыковая

В 2005 году в город поступили 10 вагонов Tatra T3DC, эксплуатировавшихся до этого в Германии. Партия составляла 5 головных и 5 прицепных вагонов. Один прицепной вагон, № 82, был недоукомплектован и стал «донором» запчастей для других вагонов.
В 2005 году Криволученское депо было официально закрыто, подвижной состав был переведён в депо на Оборонной улице. Была произведена расцепка большинства СМЕ и увеличено количество одновагонных поездов.
В 2006 году был разобран переезд на улице Щегловская засека с веткой ППЖТ ОАО «Тулэнерго». В 2006 году официально прекратили свою работу пункты технического обслуживания на линейных станциях. В 2007 году было продано и снесено ремонтно-механическое производство. В настоящее время территория застроена. Однопутный съезд по улице Лейтейзена почти полностью демонтирован в мае 2010 года.
В 2007 году впервые в Туле на улице Советской (участок ул. Ф. Энгельса до ул. Оборонной) была произведена реконструкция трамвайных путей. На вновь устроенную песчано-гравийную подушку, укреплённой геотканью, укладывался слой асфальта, поверх которого укладывались 6-метровые бетонные плиты, в которые с использованием резины заделаны рельсы. В результате получалось идеально ровное покрытие вровень с проезжей частью, по которому в отсутствие трамваев свободно передвигаются автомобили. Впоследствии по данной технологии на особо загруженных участках (ул. Октябрьская, Зареченский и Пролетарский мосты) были переложены трамвайные пути, однако последующие годы эксплуатации показали ненадёжность нового покрытия. Рельсы, уложенные данным методом, подвержены повышенному волнообразному износу, который в данный момент наблюдается на всех участках пути в центре города. Сильный износ полотна, которое ни разу не обслуживалось с момента укладки, является одним из факторов быстрого выхода из строя трамвайных вагонов.
В начале 2008 года трамвайное депо было вновь переведено в Криволучье, бывшее депо № 1 передано службе автобусного транспорта. Веер депо и треугольник на въезде частично демонтированы, взамен построен кольцевой путь по территории депо, на котором до 2011 года отстаивались списанные вагоны Tatra T6B5. В 2015 году круг был отрезан от основной линии из-за частичного демонтажа данного пути персоналом депо. В 2018 году территория депо продана под застройку.
В марте 2008 года отменён маршрут № 4, а летом 2009 года пути до Косой Горы были разобраны. Это единственный случай закрытия трамвайной линии в Туле, если не считать переносов линий.
В сентябре 2008 года на средства предприятия на ПТМЗ был куплен вагон ЛМ-2008, однако от его последующих поставок отказались. В начале 2010 года поднимался вопрос о закупке новых трамвайных вагонов АКСМ-60102 на Белкоммунмаше.
Летом-осенью 2012 года была проведена капитальная реконструкция трамвайных путей от Зареченского моста до Центрального универмага, а также было разобрано последнее одноуровневое пересечение железнодорожных путей и трамвая на улице Мосина. В декабре 2012 года списана последняя линейная двухдверная Т3.
С сентября по декабрь 2013 года была произведена поставка четырнадцати вагонов 71-407. 30 сентября 2013 года расцеплены последние СМЕ и прекращена эксплуатация вагонов Tatra T3DC2. 1 января 2015 года отменён маршрут № 5, а № 13 продлён до Менделеевского посёлка. Также по выходным дням введены ночные маршруты трамвая (№ 6, 9, 14), но уже в январе 2016 года эти рейсы были отменены из-за нерентабельности. 4 мая был демонтирован трамвайно-железнодорожный гейт — ветка, соединяющая городскую трамвайную сеть с Московской железной дорогой. 1 января 2016 года отменён маршрут № 8.

### Современность
С 1 декабря 2016 года в город поступили 30 бывших в употреблении трамваев КТМ-19КТ из Москвы, а также в связи с отсутствием запчастей списаны последние вагоны Tatra T3DC. В 2017 году прекращена эксплуатация модели Tatra T3. Один из вагонов с бортовым номером 57 сохранён в качестве музейного, также семь вагонов этой модели продолжают работу в качестве служебных — грузовых вагонов, вышки контактной сети, вихревых снегоочистителей.
Летом 2017 была проведена реконструкция трамвайных путей на улице Марата, к концу 2017 года отремонтированы рельсы на участке «Баженова» — «ДК ВОС».
С 1 января 2019 года добавлено 2 новых маршрута — № 11 (Щегловская засека — Красный перекоп) и № 8 (Московский вокзал — ул. Штыковая)
25 сентября 2020 года трамвайный маршрут № 8 официально закрыт (маршрут удалён из реестра маршрутов). Выпуск перераспределён на другие маршруты. Также в 2020 году был отремонтирован участок трамвайной линии по улице Фридриха Энгельса от улицы Советской до Первомайской.
С 19 февраля по 13 марта 2022 года были переданы 11 бывших в употреблении трамваев КТМ-23 (10 шт.) и 71-405 (1 шт.) из Москвы. С 10 апреля произведена передача КТМ-19А (15 шт.) и 71-407 (3 шт.) из Таганрога.
В апреле — июне 2022 года произведён ремонт трамвайных путей на проспекте Ленина на участке от ул. Станиславского до ул. Николая Руднева.
В января 2023 года начальник городского управления по транспорту и дорожному хозяйству Дмитрий Ярцев заявил, что 70 % трамвайных путей в Туле считаются изношенными.
В июне 2023 года по программе «Безопасные и качественные дороги» осуществляется поставка 17 вагонов 71-911ЕМ «Львёнок». Первые вагоны вышли на маршрут № 10 23 июня. В феврале 2024 года поставлено ещё пять вагонов данной модели.
14 декабря 2023 года во всех трамваях Тулы начали работать валидаторы для безналичной оплаты.
19 февраля 2024 года стало последним днём работы трамваев чехословацкого производства — Tatra T6B5 с бортовым номером 322 стала последним вагоном этой модели, работавшим на регулярных маршрутах. С 20 февраля все T6B5 отстранены от эксплуатации. Два вагона — 47 и 332 — сохранены в качестве ходовых музейных экспонатов.
В период 2020-2024 обустроено порядка 75 приподнятых платформ, отремонтировано около 27,6 км путей в однопутном исчислении (30% от всех путей), в том числе при помощи Б/У рельсошпальной решётки от ОАО "РЖД". Ремонты путей проводятся ежегодно.

## Общая информация
В настоящее время действует 10 маршрутов, которые обслуживаются одним депо. Самым старым маршрутом является № 3, запущенный в конце 1930-х и после чего неоднократно продлевавшийся. 3 маршрута (6, 11 и 15) осуществляют движение только по будним дням в часы пик. Протяжённость всех трамвайных путей сегодня составляет 92,1 км в однопутном исчислении, 38,4 км в двухпутном исчислении по осям улиц без учёта путей на веере в депо.
Стоимость проезда с 15 ноября 2024 года — 36 рублей за наличный расчёт, по банковской карте — 31 рубль, а по карте «Тройка» — 29 рублей. С 23:00 до 5:00 утра действует ночной тариф, по которому стоимость проезда составляет 48 рублей (по банковской карте — 45 рублей, а по карте «Тройка» — 43 рубля). Стоимость единого проездного билета составляет: льготный — 600 рублей, стандартный — 1400 рублей. Оплата безналичным способом производится при помощи валидаторов в салоне, а оплату наличными принимает водитель. Вход в вагоны осуществляется во все двери. Для контроля за безбилетным проездом и соблюдением правил пользования городским пассажирским транспортом создана служба при МКУ "ЦО ДТД" г. Тула, наделённая правом проверки проездных документов в салонах транспортных средств.
Список маршрутов:
| №  | Конечные пункты                                             | Путь следования | Длина    |
| -- | ----------------------------------------------------------- | --- | -------- |
| 3  | Щегловская засека — Московский вокзал                       | улица Щегловская засека — улица Кирова — улица Кутузова — улица Марата — улица Епифанская — улица Пролетарская — Пролетарский путепровод — Пролетарский мост — улица Советская — улица Коминтерна | 11,02 км |
| 6  | Улица Штыковая — Стадион «Металлург»                        | улица Металлургов — улица Плеханова — улица Марата — улица Епифанская — улица Демидовская плотина — Демидовский мост — Демидовский путепровод — улица Октябрьская — улица Максима Горького | 9,51     |
| 7  | Щегловская засека — Стадион «Металлург»                     | улица Металлургов — улица Плеханова — улица Марата — улица Кутузова — улица Кирова — улица Щегловская засека | 10,67    |
| 9  | Московский вокзал — Стадион «Металлург»                     | улица Металлургов — улица Плеханова — улица Марата — улица Епифанская — улица Пролетарская — Пролетарский путепровод — Пролетарский мост — улица Советская — улица Коминтерна | 11,13    |
| 10 | Стадион «Металлург» — Кондитерская фабрика «Ясная Поляна»   | улица Металлургов — улица Плеханова — улица Марата — улица Епифанская — улица Демидовская плотина — Демидовский мост — Демидовский путепровод — улица Октябрьская — Зареченский мост — улица Советская — улица Коминтерна — улица Фёдора Смирнова — Павшинский мост — улица Воздухофлотская — улица Тихмянова — Одоевское шоссе      | 14,65    |
| 11 | Красный Перекоп — Щегловская засека                         | улица Щегловская засека — улица Кирова — улица Кутузова — улица Марата — улица Епифанская — улица Пролетарская — Пролетарский путепровод — Пролетарский мост — улица Советская — улица Оборонная — улица Кауля | 9,33     |
| 12 | Менделеевский посёлок — улица Штыковая                      | улица Максима Горького — улица Октябрьская — Зареченский мост — улица Советская — улица Оборонная — улица Кауля — Перекопский переулок — улица Михеева — улица Тимирязева — улица Агеева — улица Николая Руднева — улица Станиславского — проспект Ленина                                                                            | 12,69    |
| 13 | Стадион «Металлург» — Менделеевский посёлок                 | улица Металлургов — улица Плеханова — улица Марата — улица Епифанская — улица Пролетарская — Пролетарский путепровод — Пролетарский мост — улица Советская — улица Оборонная — улица Кауля — Перекопский переулок — улица Михеева — улица Тимирязева — улица Агеева — улица Николая Руднева — улица Станиславского — проспект Ленина | 16,0     |
| 14 | Менделеевский Посёлок — Кондитерская фабрика «Ясная Поляна» | Одоевское шоссе — улица Тихмянова — улица Воздухофлотская — Павшинский мост — улица Фёдора Смирнова — улица Коминтерна — улица Советская — улица Фридриха Энгельса — улица Агеева — улица Оружейная — улица Болдина — проспект Ленина                                                                                                | 14,23    |
| 15 | Щегловская засека — улица Штыковая                          | улица Щегловская засека — улица Кирова — улица Кутузова — улица Марата — улица Епифанская — улица Демидовская плотина — Демидовский мост — Демидовский путепровод — улица Октябрьская — улица Максима Горького | 9,40     |

## Подвижной состав
Парк подвижного пассажирского состава состоит из 104 пассажирских, 19 служебных и 4 музейных вагонов. Ежедневный выпуск составляет: по будням — 70 вагонов в час пик, 64 во внепиковое время, 50 по выходным. Среди подвижного состава преобладают модели 71-619КТ и 71-911ЕМ «Львёнок». Средний возраст трамваев в Туле составляет 12,5 лет (пассажирский состав), 15 лет (с учётом служебных).
В сентябре 2023 года был утверждён план по приведению городского транспорта Тулы к единому визуальному стилю, согласно которому оформление трамвая должно соответствовать следующим требованиям: кузов транспорта должен быть окрашен в основной цвет — красный, дополнительный цвет полос — светло-серый, чёрный, жёлтый. Данным образом оформлены все новые трамваи модели 71-911ЕМ.
| Модель   | Количество | Начало эксплуатации |
| -------- | ---------- | ------------------- |
| КТМ-19КТ | 37         | 2016                |
| 71-911ЕМ | 22         | 2023                |
| 71-407   | 17         | 2013                |
| КТМ-19А  | 15         | 2022                |
| КТМ-23   | 10         | 2023                |
| ЛМ-2008  | 1          | 2008                |
| Всего:   | 104        |                     |

## Депо и пункты техобслуживания
- Красноармейское — создано в 1927 году, преобразовано в вагоноремонтные мастерские в 1959 году, ликвидировано в 2007 году.
- Басово — создан в 1939 году, ликвидировано в 1979 году
- Оборонное — создано в 1959 году, передано службе автобусного транспорта в 2008 году, снесено в 2018 году.
- Криволучье — создано в 1973 году.

Пункты техобслуживания:
- Курский вокзал, существовал с 1930 по 1965 год.
- Посёлок Кирова, с 1930 по 1977 год.
- Комбайновый завод, с 1936 по 1991 год.
- Рогожинский посёлок, с 1951 по 1962 год.
- Пединститут, с 1962 по 1980 год.
- НТМЗ (Стадион «Металлург»), с 1967 по 1997 год.
- Московский вокзал, с 1974 по 2006 год, канава сохранилась до наших дней
- Кондитерская Фабрика «Ясная Поляна» (Мясново), с 1977 по 2006 год, канава сохранилась до наших дней.
- Менделеевский посёлок, с 1980 по 2006 год, все три канавы разобраны и засыпаны.
- Щегловская засека, с 1991 по 1998 год, канава засыпана, пути разобраны.

## Трамвайно-железнодорожные пересечения
- На улице Мосина с подъездными путями Тульского оружейного завода с 1929 по 2012 год;
- На улице Щегловская засека с подъездными путями на склад НПО "Базальт" с 1991 по 2004 год.

## Линейные станции
- Л/ст «Щегловская засека»

Построено в 1991 году с продлением линии от Комбайнового завода. Имеет два приёмно-отправных пути. Путь с канавой разобран в 2011 году.
- Л/ст «Стадион "Металлург“»

Построено в 1964 году. Имеет два приёмно-отправных пути. Путь с канавой разобран в 1998 году.
- Л/ст «Московский вокзал»

Построено в 1973 году с переносом линии с Красноармейского проспекта на улицу Коминтерна.
Имеет три приёмно-отправных пути и один путь с канавой. Также до 2015 года имелся гейт.
- Л/ст «Кондитерская фабрика "Ясная поляна“»

Построено в 1977 году. Имеет два приёмно-отправных пути и один путь с канавой.
- Л/ст «Менделеевский посёлок»

Построено в 1980 году после ликвидации кольца на Педуниверситете. Имеет четыре приёмно-отправных пути и три стояночных с другой стороны кольца. Также до 2017 года имелся треугольник с южной стороны. До 2015 года было возможно движение по одной из сохранившихся канав, две другие демонтированы. В период максимального развития на кольце имелось 32 стрелочных перевода. Является одной из крупнейших конечных станций в бывшем СССР.
- Кольцо «Улица Штыковая»

Построено в 1929 году. Путевого развития не имеет, до 1955 года имело тупиковый путь.
- Кольцо «Красный перекоп»

Построено в 1959 году. Двусторонний разворотный круг, однопутный, второй путь разобран в 1999 году.
- Кольцо «Улица Глинки»

Однопутный круг. Построено в 1930 году. После ликвидации ПТО в 1977 году путевого развития не имеет.
- Кольцо «Комбайновый завод»

Построено в 1940 году. Проект кольца однотипен л/ст «Щегловская засека». До наших дней путевое развитие не сохранилось, канава и дополнительный путь демонтированы.

## Аварии и происшествия
13 апреля 1972 года сцепка из вагонов КТМ-2/КТП-2, следовавшая по 9 маршруту, не остановилась после спуска с Демидовского путепровода и, не вписавшись в кривую на повороте на Зареченский мост, перевернулась на бок. На предыдущей остановке вагоновожатая несколько минут ругалась с пассажирами, повисшими на подножках заполненной сцепки, но так и не смогла заставить их сойти с вагона. Неизвестно, из-за чего отказал электродинамический тормоз и почему вожатая не смогла применить экстренный тормоз. В той трамвайной сцепке ехали около 200 пассажиров. Восемь человек погибли на месте, 49 были госпитализированы, из которых четверо скончались в больнице. После аварии вышел приказ Минжилкомхоза, рекомендовавший к списанию все вагоны КТМ-2/КТП-2. Вагоны этой серии были утилизированы всего за год, и из них не было изготовлено ни одного служебного. Главным виновником случившегося следствие назвало водителя-женщину. Руководители эксплуатационных и ремонтных служб Тульского трамвайно-троллейбусного управления получили условные сроки.
В январе 2022 года на проспекте Ленина снегоуборочный трамвай окатил грязным снегом стоящих на остановке пассажиров. Выяснилось, что водитель трамвая расчищал трамвайные пути и не выключил щеточный барабан при подъезде к месту скопления людей. Для предотвращения подобных нарушений прокуратура города внесла представление руководителю МКП «Тулгорэлектротранс».
В 2022—2024 годах в Туле часто случались инциденты со сходом с рельсов трамваев, которые обходились без пострадавших, но приводили к образованию заторов на дорогах. Причиной происшествий назывались проседание грунта под рельсами и образование зазора, а также недостаточная обточка оси. Помимо этого в Туле нередко парализуется трамвайное движение из-за аварий с участием автомобилей и трамваев. В некоторых случаях виновных в задержке трамваев обязывают возместить ущерб.

## Попытки ликвидации трамвая
В постсоветское время периодически высказывались предложения о ликвидации трамвая в центре Тулы. По этим планам после демонтажа путей на улицах Советской, Оборонной, Фридриха Энгельса, Максима Горького, Октябрьской и Металлургов трамвайная сеть оказалась бы разбита на две системы — северную с двумя маршрутами (Мясново — Депо № 2, Щегловская засека — Московский вокзал) и южную — с одним (Менделеевский Посёлок — Депо № 1). В 2001 году городские власти посчитали, что на улице Октябрьской трамвай мешает автомобильному движению, и вместо него планировалось пустить по этой магистрали троллейбус. Эти планы остались нереализованными, лишь в 2008 году было ликвидировано движение на Косую Гору и закрыт маршрут № 4. Однопутная линия с двумя разъездами была почти полностью демонтирована летом 2009 года.
18 марта 2018 года было проведено голосование среди жителей Тулы. Тема: сохранение или закрытие трамвайного движения. Согласно официальным данным, 71,5 % туляков выступили за сохранение и развитие трамвайной системы.

## План развития трамвая в Туле
Прорабатывается на долгосрочную перспективу ответвление от кольца Кондитерская Фабрика до Петровского квартала, также планировался трамвай в Левобережный микрорайон. В 2024 году во время ремонта ул. Плеханова был изменён маршрут №9 и следовал по трассе бывшего 16 (20) маршрута: Менделеевский посёлок — ул. Ф. Энгельса — Пролетарский мост — Щегловская Засека. Маршрут понравился жителям и администрация заявила, что рассматривает его возвращение при наличии средств, водителей и подвижного состава.
Кроме этого, планировались продления от линии в Щегловской засеке в район Областной Больницы, впоследствии продление его до линии в Криволучье и замыкание кольца в Пролетарском районе; сооружение линии от улицы Оборонной до трамвайного депо через новый путепровод.
Одной из идей администрации города является приближение Тулы к системе скоростного трамвая. Идея строительства скоростного трамвая в Туле не нова. Впервые она была официально закреплена ещё в генеральном плане развития Тулы 1971 года. Тогда планировалось создать сеть частично-подземного скоростного трамвая (метротрама) из двух основных линий, каждая из которых имела бы разветвления.
Первая должна была начинаться в районе Мясново и Михалкова. Соединившись из двух веток в одну, она должна была пройти через Лихвинский (в другом варианте Павшинский) путепровод, выйти к центру, и северо-восточной части города и, разделившись надвое, закончиться в Щегловской засеке, Криволучье и около Новотульского металлургического и комбайнового заводов. Под трассу этой линии планировали использовать линии обычного трамвая в Мясново, Щегловской засеке и Криволучье, переоборудованные под скоростное движение. Линия почти полностью предполагалась наземной, за исключением тоннеля под ул. Мосина. Депо линии должны были находиться в поселке Михалково и около комбайнового завода.
Вторую линию предлагалось проложить через важнейшие пассажирские узлы. На севере в неё должны были входить две ветки, идущие из Горелок и Медвенки, после чего трасса уходила в тоннель, скрытый под улицей Октябрьской. Глубина тоннеля должна была достичь 20 метров. Станция пересадки была запланирована на пересечении улиц Мосина и Советской с выходом в существующий подземный переход. Далее линия должна была идти в районе улицы Фридриха Энгельса, парка культуры и отдыха и завода РТИ. Затем, выходя на землю в районе Педуниверситета и разветвляясь, она брала направление в сторону Косой Горы и Скуратово. Общая длина второй линии составила бы 26 км. Под трассу этой линии планировали использовать линию в Менделеевский посёлок, переоборудованную под скоростное движение. Депо предполагалось в Медвенке.
Скорость движения на этих линиях с учётом остановок должна была составлять 35 км в час. Расстояние между станциями — от 600 метров до 1,5 км. В связи с вводом в строй скоростных линий планировалось приобрести дополнительно 260 трамвайных вагонов.
Но по современному проекту система скоростного трамвая будет развиваться только там, где трамвайная линия отделена от основной дороги. По одному из проектов, вдоль ул. Советской будет проложена кольцевая линия трамвая, отделенная от дороги, от которой на окраины города будут уходить линии трамвая. Вагоны будут делать круг по кольцу и возвращаться на свою ветку. На окраинах линии соединят большим кольцом. Начало реализации проекта ожидалось не ранее 2015 года. Но до этого дело так и не дошло.